# Mount Allen Young
Mount Allen Young är ett berg i Antarktis. Det ligger i Östantarktis. Nya Zeeland gör anspråk på området. Toppen på Mount Allen Young är 2 755 meter över havet, eller 309 meter över den omgivande terrängen. Bredden vid basen är 6,2 km.
Terrängen runt Mount Allen Young är bergig åt nordost, men åt sydväst är den kuperad. Trakten är obefolkad. Det finns inga samhällen i närheten.